# مازيار زارع
مازيار زارع عشقدوست ((بالفارسية: مازیار زارع)؛ مواليد 22 ديسمبر 1984 في بندر أنزلي، إيران) هو لاعب كرة قدم إيراني يلعب مع نادي ملوان في دوري المحترفين الإيراني كلاعب وسط. مثّل منتخب إيران لكرة القدم بين عامي 2007 و2014.

## الأهداف الدولية
تأتي نتيجة وحصيلة إيران من الأهداف أولاً.
| # | التاريخ      | المكان                         | الخصم    | النتيجة | الحصيلة | المنافسة             |
| - | ------------ | ------------------------------ | -------- | ------- | ------- | -------------------- |
| 1 | 2 يناير 2009 | ملعب آزادي، طهران              | الصين    | 3–1     | 3–1     | مباراة ودية          |
| 2 | 9 يناير 2009 | ملعب آزادي، طهران              | سنغافورة | 4–0     | 6–0     | تصفيات كأس آسيا 2011 |
| 3 | 23 مارس 2009 | ملعب نادي الكويت، مدينة الكويت | الكويت   | 1–0     | 1–0     | مباراة ودية          |

## روابط خارجية
- مازيار زارع على PersianLeague.com
- مازيار زارع على TeamMelli.com
- مازيار زارع على موقع قاعدة بيانات كرة القدم.إي يو (الإنجليزية)
- مازيار زارع على موقع ناشيونال فوتبول تيمز (الإنجليزية)
- مازيار زارع على موقع عالم كرة القدم.نت (الإنجليزية)
- مازيار زارع على موقع كووورة